# Ocotea esmeraldana
Ocotea esmeraldana är en lagerväxtart som beskrevs av Harold Norman Moldenke. Ocotea esmeraldana ingår i släktet Ocotea och familjen lagerväxter. Inga underarter finns listade i Catalogue of Life.